# Партнёры по преступлению (телесериал, Великобритания)
«Партнёры по преступле́нию» (англ. Partners in Crime) — британский драматический телесериал, который транслировался на канале BBC One с 26 июля по 30 августа 2015 года. Шестисерийное шоу является адаптацией двух детективных романов Агаты Кристи. Первые три серии — адаптация «Таинственного противника», написанная Зинни Харрис, а оставшиеся три — адаптация «Н или М?» Клэр Уилсон. Сериал не был продлён на второй сезон.

## В ролях
- Дэвид Уолльямс в роли Томми Бересфорда[4][5][6]
- Джессика Рэйн в роли Таппенс Бересфорд

## Производство
«Партнёры по преступлению» был заказан Беном Стивенсоном и Шарлоттой Мур для BBC по случаю 125-летия со дня рождения Агаты Кристи. Адаптация спродюсирована Endor Productions в сотрудничестве с Acorn Productions.